# Těkavá organická látka
Těkavá organická látka (VOC – volatile organic compound) je organická sloučenina, která je za přítomnosti slunečního záření schopná reagovat s oxidy dusíku za vzniku látek, které mohou poškozovat lidské zdraví nebo ozonovou vrstvu.

## Definice
Podle pohledu, z jakého těkavé organické látky posuzujeme, existují jejich rozdílné definice:
- Podle definice UN ECE (United Nations Economic Commission for Europe) je to organická sloučenina, která je za přítomnosti slunečního záření schopna vytvořit fotochemické oxidanty při reakci s oxidy dusíku.[1]
- Podle definice US EPA (Agentura pro ochranu životního prostředí USA) to jsou organické látky, jejichž tenze nasycených par při 20 °C je rovna nebo větší než 0,13 kPa.

Uvažují-li se těkavé organické látka z hlediska znečištění ovzduší, pak se mezi ně nepočítá methan, který má v ovzduší výrazně delší životnost.

## Vliv na lidské zdraví
Respirační potíže, alergie a dopady na imunitu jsou u kojenců a dětí spojené s VOC a jinými látkami znečišťujícími vnitřní prostředí.

## Zdroje VOC

### Přírodní
- emise z rostlin a živočichů
- přírodní požáry vegetace
- anaerobní procesy v mokřadech

### Antropogenní
- průmysl (zpracování paliv, potravinářský, chemický apod.)
- doprava - jde například o benzen, toluen, xylen, formaldehyd, 1,3-butadien nebo 1,2-dichlorethan[2]
- spreje[3]
- skládkování
- zemědělství